# Attentats à la bombe de Shijiazhuang
Les attentats à la bombe de Shijiazhuang (chinois : 靳如超爆炸案ou石家庄"3·16"特大爆炸案), également connus sous le nom d'attentats de Jin Ruchao et d'attentats du 16 mars, sont une série d'explosions de bombes survenues le 16 mars 2001 à Shijiazhuang, capitale de la province du Hebei, dans le nord de la Chine. Au total, 108 personnes ont été tuées et 38 autres blessées lorsque, en peu de temps, plusieurs bombes ont explosé près de quatre immeubles d'habitation. Les enquêtes ont révélé que Jin était motivé par la haine envers son ex-femme, son ex-belle-mère et un amant,. Il avait auparavant menacé de faire sauter leurs bâtiments.